# Schweizerischer Nationalfonds
Der Schweizerische Nationalfonds zur Förderung der wissenschaftlichen Forschung (SNF, französisch Fonds national suisse de la recherche scientifique, italienisch Fondo nazionale svizzero per la ricerca scientifica, rätoromanisch Fond naziunal svizzer per la perscrutaziun scientifica, englisch Swiss National Science Foundation, SNSF) ist eine Stiftung zur Forschungsförderung im Auftrag des Bundes. 2023 verfügte der SNF über ein Budget von 1167 Mio. Franken.
Der Schweizerische Nationalfonds (SNF) fördert im Auftrag des Bundes die Forschung in allen wissenschaftlichen Disziplinen. Ein nationaler Forschungsrat aus rund 100 Wissenschaftlerinnen und Wissenschaftlern ist zuständig für die Vergabe der Fördermittel. Finanziert wird die Stiftung durch Beiträge des Bundes.

## Geschichte
Am Anfang des 20. Jahrhunderts gab es in der Schweiz, abgesehen von der ETH Zürich und einigen Fachgesellschaften, keine nationale Institution für die wissenschaftliche Forschung. Erst in den 1930er-Jahren bemühte sich der Bund, bei der Organisation der wissenschaftlichen Forschung eine grössere Rolle zu spielen. Dabei investierte er über das Arbeitsbeschaffungsprogramm Steuergeld in die Forschung. Otto Zipfel, Delegierter des Bundesrats für Arbeitsbeschaffung, unternahm 1941 den ersten Versuch, einen nationalen Förderungsfonds für naturwissenschaftliche und technische Forschung zu gründen, scheiterte aber an den föderalistischen Strukturen.
Nach dem Zweiten Weltkrieg und der Wiederaufnahme des Austauschs mit der internationalen Forschungsgemeinschaft entstand bei vielen Schweizer Forschenden und Industriellen der Eindruck, dass die kriegsführenden Nachbarländer in ihrer wissenschaftlichen und technologischen Entwicklung weit voraus waren. Um diesen Rückstand aufzuholen und Europa beim Wiederaufbau zu unterstützen, wurde zunehmend die Forderung nach einer nationalen Organisation und Finanzierung der Wissenschaft laut.
Besonders engagiert für die nationale Förderung von Forschung in der Schweiz war der Mediziner und Physiker Alexander von Muralt, Physiologie-Professor an der Universität Bern. 1948 bildete von Muralt eine Kommission, in die er neben Vertretern der Schweizer Universitäten auch die Dachorganisationen Schweizerische Geisteswissenschaftliche Gesellschaft (heute SAGW), Akademie der Medizinischen Wissenschaften und die Naturforschende Gesellschaft (heute SCNAT), deren Präsident er selbst war, einlud. 1951 reichte die Kommission beim Bundesrat ein Memorandum ein, in dem sie die Gründung eines «Schweizerischen Nationalfonds zur Förderung der wissenschaftlichen Forschung» vorschlug. Ihr Entwurf forderte die Schaffung zweier Organe, eines Nationalen Forschungsrats und eines Stiftungsrats, und eine Finanzierung durch den Bund mit 4 Millionen Franken pro Jahr.
Die daraufhin vom Bundesrat formulierte Botschaft wurde im März 1952 vom Parlament oppositionslos genehmigt. Am 1. August 1952 wurde der SNF in Anwesenheit zweier Bundesräte gegründet. Alexander von Muralt übernahm als Erster das Amt als Präsident des Forschungsrats.

### Neue Strukturen
In den 1960er-Jahren wurde die Wissenschaft und Forschungslandschaft in der Schweiz zunehmend institutionalisiert und neu strukturiert. So wurde auch der Nationale Forschungsrat des SNF, der für die Vergabe der Fördergelder zuständig ist, in drei Abteilungen eingeteilt: eine Abteilung I für die Geisteswissenschaften, eine Abteilung II für exakte und Naturwissenschaften und eine Abteilung III für Medizin und Biologie.
Als Reaktion auf die Krisen der frühen 1970er-Jahre (Ölpreisschock und Wirtschaftskrise) beauftragte der Bundesrat den SNF mit der Durchführung von Nationalen Forschungsprogrammen (NFP). Sie sollten wissenschaftlich fundierte Lösungsbeiträge zu aktuellen Fragen von gesellschaftlicher Bedeutung liefern. So entstand 1974 die vierte Abteilung des Forschungsrats.

### Jüngere Vergangenheit
1995 eröffnete der SNF gemeinsam mit dem Staatssekretariat für Bildung, Forschung und Innovation und Innosuisse das Swiss Contact Office for Research and Higher Education (SwissCore) in Brüssel, mit dem Ziel, die Schweizer Forschungslandschaft mit der europäischen zu vernetzen.
1996 wurde mit der Medizinerin Heidi Diggelmann zum ersten Mal eine Frau als Präsidentin des Forschungsrats gewählt.
2001 wurden Nationale Forschungsschwerpunkte als neues Förderinstrument eingeführt. Sie sollten die Strukturierung der schweizerischen Forschungslandschaft vorantreiben und den nationalen Austausch unter Forschenden sowie die Gleichstellungs- und Nachwuchsförderung stärken.
Nach der Nichtassoziierung der Schweiz an das Forschungsrahmenprogramm Horizon Europe der EU im Jahr 2021 lancierte der SNF ein Paket von Übergangsmassnahmen im Auftrag des Bundes, um die Attraktivität und Vernetzung des Schweizer Forschungsstandorts zu fördern.
Seit 2023 schreibt der SNF für alle von ihm geförderten wissenschaftlichen Artikel vor, dass diese umgehend zugänglich werden müssen (open access) und eine freie Creative-Commons-Lizenz mit Namensnennung verwenden müssen. Begründet wird dies so: «wissenschaftliche Artikel werden in erster Linie digital verbreitet und gelesen. Die Forschenden wie auch der SNF haben ein Interesse daran, dass das Wissen so breit wie möglich gestreut und so vielfältig wie möglich genutzt wird.»
Am 16. Juni 2023 genehmigte der Bundesrat vom Stiftungsrat SNF revidierte Statuten des Schweizerischen Nationalfonds. Im Zentrum der Totalrevision steht die neue Organstruktur des SNF: Stiftungsrat und Forschungsrat werden in ihren Leitungsfunktionen gestärkt. Ein neues Organ – die Delegiertenversammlung – dient der Interessenvertretung der Hochschulen sowie der Beitragsempfängerinnen und -empfänger. Die neuen Statuten treten per 1. Januar 2024 in Kraft.

## Organisation
Der SNF ist eine privatrechtliche Stiftung mit einem öffentlich-rechtlichen Förderungsauftrag. Der SNF gliedert sich in Stiftungsrat, Nationaler Forschungsrat und die Geschäftsstelle. 
Als oberstes Organ sorgt der Stiftungsrat für die Wahrung des Stiftungszwecks und fällt Entscheide auf strategischer Ebene. Er besteht aus Vertreterinnen und Vertretern der Schweizer Universitäten und (Fach-)Hochschulen sowie der Akademien der Wissenschaften Schweiz und aus vom Bundesrat gewählten Mitgliedern. Präsidiert wird der Stiftungsrat seit 2020 von Alt-Nationalrat Jürg Stahl.
Der Nationale Forschungsrat setzt sich aus rund 100 Wissenschaftlerinnen und Wissenschaftlern zusammen, die mehrheitlich an schweizerischen Hochschulen tätig sind. Er beurteilt dem SNF unterbreitete Gesuche und entscheidet über die Vergabe der Fördergelder. Unterstützt wird der Forschungsrat von zahlreichen Evaluationsgremien. Seit 2017 präsidiert Matthias Egger, Epidemiologe an der Universität Bern, den Forschungsrat. Dieser ist in vier Abteilungen gegliedert: 
- Abteilung I: Geistes- und Sozialwissenschaften
- Abteilung II: Mathematik, Natur- und Ingenieurwissenschaften
- Abteilung III: Biologie und Medizin
- Abteilung IV: Programme (Nationale Forschungsprogramme NFP / Nationale Forschungsschwerpunkte NFS)

Neben den vier Abteilungen gibt es drei Fachausschüsse, die für die Förderung von transdiziplinären Projekten, Karrieren und internationaler Zusammenarbeit zuständig sind.
Die Geschäftsstelle unterstützt und koordiniert die Tätigkeiten von Stiftungsrat, Forschungsrat und Forschungskommissionen. Sie ist zuständig für alle administrativen Aufgaben sowie für die nationale und internationale Vernetzung und Kommunikation des SNF. Die Durchführung der Evaluationsverfahren ist ihre Kernaufgabe. Die Direktorin und damit Leiterin der Geschäftsstelle ist seit 2016 die Geowissenschaftlerin Angelika Kalt. Die Geschäftsstelle hat ihren Sitz in Bern.

## Förderungsinstrumente
Der SNF fördert im Auftrag des Bundes die Grundlagenforschung in allen wissenschaftlichen Disziplinen. Er begutachtet von Wissenschaftlerinnen und Wissenschaftlern eingereichte Forschungsgesuche und unterstützt nach wissenschaftlichen Kriterien ausgewählte Projekte. Durch die Vergabe von Stipendien und Beiträgen engagiert sich der SNF für den wissenschaftlichen Nachwuchs. Seine wichtigsten Instrumente in der Karriereförderung sind verschiedene Forschungsstipendien. Die früheren SNF-Förderungsprofessuren wurden 2018 durch das Programm Eccellenza ersetzt. Die seit 1991 vergebenen Marie Heim-Vögtlin-Beiträge, ein Programm zur Förderung von Frauen in der Forschung, wurden 2017 durch das Programm PRIMA (Promote Women in Academia) ersetzt. Darüber hinaus verantwortet der SNF seit 2020 die Datenbank AcademiaNet für exzellente Wissenschaftlerinnen mit der Zielsetzung, den Frauenanteil in wissenschaftlichen Führungspositionen zu erhöhen.
Ergänzend engagiert sich der SNF in der internationalen Zusammenarbeit mit Organisationen und Forschungsprogrammen und unterstützt wissenschaftliche Tagungen und die Veröffentlichung von Publikationen (hauptsächlich Dissertationen und Habilitationsschriften).

## Forschungsprogramme und Forschungsschwerpunkte
In der themengebunden Forschung sind die Nationalen Forschungsprogramme (NFP) und die Nationalen Forschungsschwerpunkte (NFS) die wichtigsten Instrumente des SNF. Die NFP leisten im Auftrag des Bundesrats wissenschaftlich fundierte Beiträge zur Lösung dringender Probleme. Sie dauern bis zu fünf Jahren und sind mit durchschnittlich acht bis zwölf Millionen Franken dotiert. Seit 1975 hat der SNF 84 NFP lanciert.
Die Nationalen Forschungsschwerpunkte (NFS) verfolgen die Zielsetzung, die Strukturierung der Forschung in der Schweiz zu stärken. Die NFS sind an einer oder mehreren Hochschulen verankert und setzen sich aus einem Kompetenzzentrum sowie einem nationalen und internationalen Netzwerk zusammen. Ein NFS wird während zehn bis zwölf Jahren mit 20 bis 60 Millionen Franken vom SNF sowie durch Eigenmittel der Hochschulen und Drittmittel unterstützt.

## Wissenschaftspreise und Bilderwettbewerb
Der SNF vergibt vier Wissenschaftspreise bzw. ist an ihrer Vergabe beteiligt: Mit dem Marie Heim-Vögtlin-Preis werden Nachwuchsforscherinnen für herausragende Leistungen gewürdigt. Der Preis Optimus Agora zeichnet innovative Projekte der Wissenschaftskommunikation aus. Zudem wählt der SNF im Auftrag der Marcel Benoist Stiftung die Preisträgerinnen und Preisträger für den Schweizer Wissenschaftspreis Marcel Benoist aus. Den Latsis-Preis verleiht der SNF im Auftrag der Latsis Foundation jährlich an junge Forschende unter 40.
Neben den Wissenschaftspreisen schreibt der SNF auch einmal jährlich einen Bilderwettbewerb aus. Prämiert werden Bilder, welche die Arbeit von Forscherinnen und Forschern auf ästhetische und treffende Art und Weise sichtbar machen.

## Forschungsmagazin Horizonte
Das Magazin Horizonte wird seit 1988 vom Schweizerischen Nationalfonds und den Akademien der Wissenschaften Schweiz herausgegeben. Die unabhängige Redaktion berichtet viermal jährlich über die neusten Ergebnisse und Erkenntnisse aus allen Disziplinen der Wissenschaft: von der Biologie und Medizin über sozial- und kulturwissenschaftliche Themen bis zu Mathematik und Naturwissenschaften. Zudem werden forschungspolitische Fragen von internationaler Bedeutung erörtert. Horizonte richtet sich an ein breites, an wissenschaftlichen Fragen interessiertes Publikum und ist kostenlos im Abonnement erhältlich sowie als digitale Version frei zugänglich.

## Präsidenten
- Matthias Egger, seit 2017[21]
- Martin Vetterli, 2013–2016[22]
- Dieter Imboden, 2005–2012

## Kritik
2022 attestierte der Schweizerische Wissenschaftsrat (SWR) in einer Evaluation, der SNF habe «massgeblich zur internationalen Spitzenstellung und zum ausgezeichneten Ruf der Schweizer Forschung beigetragen.» Hingegen laufe «der SNF Gefahr, sich zu sehr zu verzetteln und seine Kernaufgaben aus dem Blick zu verlieren, was er in seinem Selbstevaluationsbericht selbst einräumt. Deshalb empfiehlt der SWR dem SNF davon abzusehen, seinen Verantwortungs- und Aufgabenbereich weiter auszubauen und seine systemprägende Wirkung zu verstärken.» 
2023 kritisierte Sacha Zala, Präsident der Schweizerischen Gesellschaft für Geschichte, die Art und Weise, wie der SNF seine Gelder verteilt: «Die Norm, welche den Standard kreiert, was gute Forschung ist, wird nicht von den Geisteswissenschaften definiert, sondern von Naturwissenschaften.» Sein Wunsch wäre eine situationsgerechte Anpassung für die unterschiedlichen Disziplinen. Beispielsweise sollten in den Geisteswissenschaften mehr Langzeitprojekte unterstützt werden. Angelika Kalt, die Direktorin des SNF, wies die Kritik insgesamt zurück. Bei einem Punkt signalisiert sie ein Entgegenkommen: «Der systematische Einbezug der betroffenen Kreise kann verbessert werden. Das ist auch geplant.»